# Stéphane Guérinot
Stéphane Hugues Guérinot (Lyon, 17 de julio de 1968) es un deportista francés que compitió en remo.
Ganó tres medallas en el Campeonato Mundial de Remo entre los años 1990 y 1992. Participó en los Juegos Olímpicos de Atlanta 1996, ocupando el séptimo lugar en la prueba de cuatro sin timonel ligero.

## Palmarés internacional
| Campeonato Mundial | Campeonato Mundial   | Campeonato Mundial | Campeonato Mundial        |
| Año                | Lugar                | Medalla            | Prueba                    |
| ------------------ | -------------------- | ------------------ | ------------------------- |
| 1990               | Tasmania (Australia) | Medalla de plata   | Cuatro sin timonel ligero |
| 1991               | Viena (Austria)      | Medalla de plata   | Ocho con timonel ligero   |
| 1992               | Montreal (Canadá)    | Medalla de bronce  | Cuatro sin timonel ligero |